# Tadeusz Mytnik
Tadeusz Mytnik (né le 13 août 1949 à Nowice) est un coureur cycliste polonais. Il a notamment été champion du monde du contre-la-montre par équipes en 1973 et 1975, et médaillé d'argent de cette discipline aux Jeux olympiques de 1976. Il a également remporté le Tour de Pologne en 1975.

## Palmarès
- 1971
  -  Champion de Pologne du contre-la-montre
  - 9e étape du Tour de Pologne (contre-la-montre)
- 1972
  -  Champion de Pologne du contre-la-montre
  - 7e étape du Tour de Pologne (contre-la-montre)
  - 2e du Tour de Pologne
  - 2e du championnat de Pologne de poursuite
- 1973
  -  Champion du monde du contre-la-montre par équipes (avec Ryszard Szurkowski, Stanisław Szozda et Lucjan Lis)
  -  Champion de Pologne du contre-la-montre
  -  Champion de Pologne de poursuite
  - 12e étape du Tour de Pologne (contre-la-montre)
  - 3e du Tour de Pologne
- 1974
  -  Champion de Pologne du contre-la-montre
  - 1re étape de la Course de la Paix (contre-la-montre)
  - 9e étape du Tour de l'Avenir (contre-la-montre)
  - Prologue du Tour de Pologne
  - 2e du Ruban granitier breton
  - 2e du Tour du Vaucluse
  - 3e de la Semaine bergamasque
- 1975
  -  Champion du monde du contre-la-montre par équipes (avec Ryszard Szurkowski, Stanisław Szozda et Mieczysław Nowicki)
  - 11ea étape de la Course de la Paix (contre-la-montre)
  - Tour de Pologne :
    - Classement général
    - Prologue et 5e étape (contre-la-montre)

  - 3e de la Milk Race
- 1976
  - 7e étape de la Course de la Paix (contre-la-montre)
  -  Médaillé d'argent du contre-la-montre par équipes des Jeux olympiques
  - 2e du Tour du Vaucluse
- 1977
  - 2e du Tour de Bulgarie
  -  Médaillé de bronze du championnat du monde du contre-la-montre par équipes
  - 3e de la Course de la Paix
  - 3e du Tour du Vaucluse
- 1978
  -  Champion de Pologne du contre-la-montre
  - Małopolski Wyścig Górski
  - 2e étape du Dookola Mazowska
  - 2e du Dookola Mazowska
- 1979
  - 2e du Dookola Mazowska
- 1980
  -  Champion de Pologne du contre-la-montre
  - 2e étape du Tour de Pologne
  - 3e du championnat de Pologne du contre-la-montre par équipes
  - 3e du Dookola Mazowska
- 1981
  - Flèche d'or (avec Ryszard Szurkowski)
- 1982
  -  Champion de Pologne du contre-la-montre
  - Prix de La Charité-sur-Loire
- 1983
  - Szlakiem Grodów Piastowskich

### Classements dans les "Grands Tours amateurs"

#### Course de la Paix
- 1974 : 6e, vainqueur du classement par équipes avec la Pologne et de la 1re étape (contre-la-montre)
- 1975 : 10e, vainqueur de la 11e étape (contre-la-montre)
- 1976 : 5e, vainqueur de la 7e étape (contre-la-montre)
- 1977 : 3e
- 1979 : 14e
- 1981 : 22e

#### Tour de l'Avenir
- 1974 : 14e, vainqueur du classement par équipes avec la Pologne et de la 9e étape (contre-la-montre)
- 1978 : 18e